# Malé Raškovce
Malé Raškovce (in ungherese Kisráska) è un comune della Slovacchia facente parte del distretto di Michalovce, nella regione di Košice.